# Уравнение на Поасон
Уравнението на Поасон е частно диференциално уравнение от елиптичен тип с широко приложение в машиностроенето и теретичната физика. То е полезно, например, при описване на потенциално поле, предизвикано от определен заряд или разпределение на плътността на масата. С известно потенциално поле става възможно да се изчисли гравитационното или електростатичното поле.
Уравнението представлява общ случай на уравнението на Лаплас, което също има широко приложение във физиката. Уравнение е кръстено в чест на френския математик Симеон Дени Поасон.

## Същност
Уравнението на Поасон е:
{\displaystyle \Delta \varphi =f}
където {\displaystyle \Delta } е оператор на Лаплас, а {\displaystyle f} и {\displaystyle \varphi } са реални или комплексни функции върху в дадено многообразие. Обикновено, {\displaystyle f} е дадено, а се търси {\displaystyle \varphi }. Когато многообразието е Евклидово пространство, операторът на Лаплас чест се обозначава с ∇2, поради което уравнението на Поасон често се записва така:
{\displaystyle \nabla ^{2}\varphi =f.}
В тримерни Декартови координати, то приема вида:
{\displaystyle \left({\frac {\partial ^{2}}{\partial x^{2}}}+{\frac {\partial ^{2}}{\partial y^{2}}}+{\frac {\partial ^{2}}{\partial z^{2}}}\right)\varphi (x,y,z)=f(x,y,z).}
Когато {\displaystyle f=0}, се получава уравнението на Лаплас.
Уравнението на Поасон може да се реши и с функция на Грийн:
{\displaystyle \varphi (\mathbf {r} )=-\iiint {\frac {f(\mathbf {r} ')}{4\pi |\mathbf {r} -\mathbf {r} '|}}\,\mathrm {d} ^{3}\!r',}
където интегралът обхваща цялото пространство. Съществуват различни методи за числено решение.